# Hallaig
Hallaig è la poesia più famosa di Sorley MacLean, grazie alla quale l’importante poeta scozzese del XX secolo è diventato celebre in tutto il mondo anglofono. La versione originale è in lingua gaelica scozzese, perché l’autore nacque sull'isola di Raasay, dove la lingua parlata era il gaelico scozzese. Nel corso degli anni il poema è stato tradotto sia in inglese che nel dialetto delle Lowlands scozzesi. La traduzione più recente è quella del premio Nobel irlandese Seamus Heaney del 2002.

## Sintesi
Il titolo della poesia prende il nome da una cittadina deserta delle isole Ebridi, situata nell’estremità sud-orientale dell'isola di Raasay, il luogo di nascita del poeta. Hallaig si spopolò tra il 1852 e il 1854 e, dato che anche la famiglia di MacLean ne fu colpita, l'autore ha deciso di evocare la comunità di questo villaggio abbandonato nella sua poesia. L’opera si presenta come una riflessione sulla natura del tempo e sulla portata storica delle Highland Clearances che lasciò il paesaggio vuoto, popolato solo dai fantasmi degli sfrattati e di coloro che furono costretti ad emigrare.
La poesia è stata scritta a Edimburgo circa 100 anni dopo lo spopolamento dell'Isola di Raasay e originariamente fu pubblicata sulla rivista in lingua gaelica Gairm.
Hallaig è caratterizzata da una serie di immagini della natura, che traggono ispirazione dalla poesia Beinn Dorain di Duncan Ban MacIntyre, in particolare per quanto riguarda i riferimenti ai boschi e ai cervi.

## Influenza culturale
Hallaig è parte dell’opera The Jacobite Rising (Insurrezione giacobina) di Peter Maxwell Davies. La si può anche ascoltare, letta dalla voce di MacLean, in un pezzo della canzone "Hallaig" nell'album Bothy Culture di Martyn Bennett. MacLean ha parlato a lungo della poesia nel documentario di Timothy Neat per RTÉ, Hallaig: the Poetry and Landscape of Sorley MacLean in 1984 (Hallaig: la poesia e l’ambiente di Sorley MacLean nel 1984), analizzando per esempio l’influenza della canzone tradizionale gaelica.
La poesia ha ispirato un'opera per organo di William Sweeney intitolata "Hallaig 12’ ", commissionata per il concerto inaugurale del Flentrop Organ nella cattedrale di Dunblane.
Nel dicembre 2012 la Caledonian MacBrayne ha lanciato il suo primo traghetto ibrido per veicoli a motore[6] e l’ha chiamato MV Hallaig; ora serve la rotta da Sconser a Raasay.

## Analisi
Nella poesia viene utilizzata la narrazione in prima persona e questa tecnica permette al pubblico di condividere le emozioni dell'autore.
Es.  "The window is nailed and boarded/ Through which I saw the West/ And my love is at the Burn of Hallaig,/ A birch tree" (lettermente: La finestra è inchiodata e coperta di assi/ Attraverso la quale ho visto l'Occidente/ E il mio amore è al rogo di Hallaig,/ Una betulla).
La collocazione temporale è incerta, poiché MacLean utilizza tempi verbali diversi per mescolare passato e presente: secondo l'analisi della BBC "la betulla raffigura qualcosa di vivo ma anche radicato nella natura e nella storia del luogo. L'amore di MacLean è sia paragonato a un albero che personificato come donna o ragazza. Potrebbe riferirsi al suo amore per il luogo e per le persone (…), oppure potrebbe essere una donna specifica che ammira e per la quale prova amore".
Es. "She is a birch, a hazel,/ a straight, slender young rowan." (letteralmente: È una betulla, un nocciolo, / un giovane sorbo dritto e slanciato)
MacLean stabilisce un rapporto tra le persone e la natura, suggerendo che sono una cosa sola e che le foreste di pini hanno un legame con i paesaggi artificiali:
Es. "They are not the wood I love" (letteralmente: Non sono il bosco che amo)
Nel verso seguente possiamo comprendere le sofferenze del poeta, che si rende conto che il villaggio che hanno appena lasciato è vuoto, che il suo popolo è morto. Tutto ciò è ancora molto difficile da accettare per MacLean, che nega la realtà dei fatti.
Es. "They are still in Hallaig... the dead have been seen alive." (letteralmente: Loro sono ancora a Hallaig... i morti sono stati visti vivi)